# Scione aurulans
Scione aurulans är en tvåvingeart som först beskrevs av Christian Rudolph Wilhelm Wiedemann 1830.  Scione aurulans ingår i släktet Scione och familjen bromsar. Inga underarter finns listade i Catalogue of Life.